# فرودگاه شهری تریسی (مینه‌سوتا)
فرودگاه شهری تریسی (مینه‌سوتا) (به انگلیسی: Tracy Municipal Airport (Minnesota)) یک فرودگاه همگانی باربری است که یک باند فرود آسفالت دارد و طول باند آن ۹۴۵ متر است. این فرودگاه در کشور ایالات متحده آمریکا قرار دارد و در ارتفاع ۴۰۸٫۴ متری از سطح دریا واقع شده است.